# 雪中悍刀行
《雪中悍刀行》，是一部2021年中國大陸架空武俠玄幻古装剧，根据网络作家烽火戲諸侯的同名小说改编。该剧由新丽电视和企鹅影视出品，由张若昀、胡军、李庚希领衔主演，高伟光特别主演，刘端端、邱心志、田小洁、王天辰、張天愛、李纯等特邀主演，7月1日在象山影視城開拍，11月28日杀青。于2021年12月15日在央视八套上星播出，网络平台则由腾讯视频播出，海外由weTV播出。

## 播出时间

### 首播
| 频道                | 所在地   | 播出日期                      | 播出时间                                       | 備註                                                |
| 央视八套            | 中国大陆 | 2021年12月15日－2022年1月15日 | 首日20:30，次日起21:30                         | 首6日更新2集，12月21日起更改为每天更新1集。         |
| 腾讯视频            | 中国大陆 | 2021年12月15日－2022年1月20日 | 会员首日20:30，次日起20:00。 非会员每日22:00。 | 会员每日更新2集，首更4集。 非会员更新1集，首更2集。 |
| weTV                | 海外     | 2021年12月15日－2022年1月20日 | 会员首日20:30，次日起20:00。 非会员每日22:00。 | 会员每日更新2集，首更4集。 非会员更新1集，首更2集。 |
| myTV SUPER 劇集專區 | 香港     | 2021年12月15日                | 每日20:00                                      |                                                     |
| HUB娱家戏剧台       | 新加坡   | 2022年4月1日-2022年5月28日    | 每週一至週五21:00 - 22:00                      |                                                     |
| 愛爾達綜合台        | 臺灣     | 2022年5月11日-2022年6月6日    | 每週一至週五19:00 - 21:00                      | 連播兩集                                            |
| 中視主頻            | 臺灣     | 2022年5月11日-2022年7月1日    | 每週一至週五21:00 - 22:00                      | 20:00 - 21:00為重播時段                             |
| 華語劇台            | 香港     | 2022年7月13日                 | 每週一至週五06:00-08:00                        | 每日重播數次，TVB粵語配音版                         |
| 中天娛樂台          | 臺灣     | 2022年7月25日-2022年9月14日   | 每週一至週五21:00 - 22:00                      | 20:00 - 21:00為重播時段                             |
| 八度空间            | 马来西亚 | 2022年7月26日                 | 每周一至周四 21:00 - 22:00                     |                                                     |

## 劇情簡介
假扮天下第一紈絝之北椋世子徐鳳年（張若昀飾），為逃避離陽皇室隋珠公主之駙馬招親。於父王徐驍（胡軍飾）精心安排下和馬夫老黃初入江湖遊歷三年，之中結識各式各樣江湖人士如:溫華（王彥霖飾）。當歷劫歸來洗蛻鉛華。因至始不欲按前人安排順勢任世襲北椋王。但當得知府內至親因其上位之故卻而陸續地相繼犧牲。徐鳳年決意要走出與父王行為處事相異的一條路。為打消離陽皇帝對蕃王謀逆之疑慮，故帶著府內丫鬟姜泥（李庚希飾）、劍仙李淳罡（邱心志飾）等護衛，一路沿行，攪亂武林勢力（四處樹敵，讓北椋軍孤立於世）。看似按父王計畫行事，實則力抗既定命運軌跡。後培植為自家效力之武當、江南窮酸學子、西楚亡朝舊部、徽山軒轅氏等新勢力，亦透過微末線索查出早年母后吳素亡故真相，並親手送逆謀者上路。

## 劇情設定
武當派掌教王重樓論述：天下武者概分九品，一品之上，即為天人，所以二至八品無須多說。一品又分為四重境界：
- 第一重金剛境：是武者登堂入室、外敵難壞、根骨不朽的境界。處於此境界者約有楚狂奴（湖底老魁）、徐龍象...等人。
- 第二重指玄境：更是妙不可言。處於此境界者約有劍九黃（初入武帝城頭之際）...等人。
- 第三重天象境：天下眾生能入此境者，屈指可數。處於此境界者約有劍九黃（於武帝城頭戰時之最後一式，打出劍九《六千里》之際，即為此境）、王仙芝（半輩子均為此境）...等人。
- 第四重地仙境：此境界（虛無飄渺）是傳說中的最神祕的境界。處於此境界者已知有李淳罡。

## 演員列表

### 領銜主演
| 演員                                 | 角色   | 簡介 | 香港配音                |
| 张若昀 （童年：郭唐維） （領銜主演） | 徐鳳年 | 北椋王徐驍長子兼準世子 武器：繡冬、春雷二刀（為南宫仆射暫借）、大涼龍雀(轉贈姜泥)、神符(姜泥贈與)、十二飛劍-玄甲、青梅、竹马、朝露、春水、桃花、峨眉、朱雀、黄桐、蚍蜉、金缕、太阿（鄧太阿回報恩情贈與）。 家中排行老三。真武大帝降世臨凡，前世乃大秦皇帝。劍九黃死於武帝城頭後，開始學武，要為其取回劍匣。第二次遊歷江湖時，於武當山獲掌教王重樓傳功灌頂六重大黃庭。蘆葦盪一戰中，一招仿李淳罡仙人跪打敗伏將紅甲之土甲，被呵呵姑娘重傷，破而後立，自身融會六重大黃庭功力登上四重。武帝城時，得到桃花劍神幫助與贈送飛劍匣。拿回老黃的劍匣。並向王仙芝提問心中疑惑，得到明確事實。在往西蜀途中劫殺韓貂寺與趙楷。 請參見北椋王府 | 李致林 （童年：張頌欣） |
| 胡军 （領銜主演）                    | 徐骁   | 北椋王 人屠徐驍，徐鳳年之父，春秋三大魔頭之一。統帥三十五萬北椋鐵騎，曾平滅六國，馬踏江湖。 請參見北椋王府 | 潘文柏                  |
| 李庚希 （童年：陳羽汐） （領銜主演） | 姜泥   | 梧桐苑的丫鬟（亡國西楚公主） 專有武器：西楚傳國之刃『神符』，後變更為『大涼龍雀』。 西楚被徐驍滅國後，由徐驍從皇宮帶回北椋，一同長大。曾多次刺殺徐鳳年, 後跟徐鳳年遠行時, 跟隨曹長卿離去, 踏上復國之路。臨行前徐鳳年將母親生前的佩劍『大椋龍雀』, 贈予姜泥, 而姜泥則把西楚傳國之刃『神符』贈予徐鳳年。 請參見亡國西楚。 請參見梧桐苑 | 凌晞                    |

### 陵州北椋

#### 北椋王府
| 演員                                 | 角色           | 簡介 | 香港配音                |
| 胡军 （領銜主演）                    | 徐骁           | 北椋王 請詳見領銜主演 | 潘文柏                  |
| 董洁 （特邀出演）                    | 吴素           | 北椋王妃 專有武器：持『大凉龙雀剑』。境界：通神境。 出自吴家剑冢，从小和剑侍赵玉台一起长大，白衣案后，吴素遇害重病，先后生下徐凤年和徐龙象，祸根复发撒手离世，徐骁再不续弦。当徐凤年马踏清城山，得知母亲死因，誓向害死娘亲的凶手复仇。 | 曾秀清                  |
| 李念 （特邀主演）                    | 徐脂虎         | 北椋王大郡主 徐凤年的大姐，眉目含波，姿容出彩，身材修长，美艳脸庞的妩媚如狐仙。虽然身体不好，但智慧过人。徐脂虎的宅斗段位很高，怼人技能满分，但她不愿与深闺里的长舌妇一般见识，所有还击的手段只是自保，点到为止。 | 陸惠玲                  |
| 文咏珊 （香港） （特邀主演）         | 徐渭熊         | 北椋王府的二郡主 徐凤年的二姐、军师，上阴学宫掌门，“小人屠”陈芝豹的爱慕对象。她所走的每一步都要为徐家考虑，在关键时刻，甚至要为徐凤年付出生命。按照徐骁的计划，拜入上阴学宫，师从上阴学宫大祭酒和一位兵家领袖。 | 張頌欣                  |
| 张若昀 （童年：郭唐維） （領銜主演） | 徐鳳年         | 北椋王徐驍長子兼準世子 家中排行老三。 請詳見領銜主演 | 李致林 （童年：張頌欣） |
| 荣梓杉 （友情出演）                  | 徐龍象         | 北椋王次子 徐凤年的弟弟，龙虎山老道士赵希抟的徒弟。小名“黄蛮儿”，不苟言笑，个性耿直，天生神力，在北凉军中深受宁峨眉等武将的拥护。他看似痴傻憨态，心窍未开，实则心中剔透，单纯善良，因老黃與龍虎山交換條件，成為龍虎山四天師之一趙希搏之弟子。 請參見龍虎山 | 胡家豪                  |
| 楊皓宇 （聯合主演）                  | 劍九黃（老黃） | 北椋王府的馬伕 專有武器：劍匣。 境界：武藝達到指玄境，後突破至天象境。 西蜀人，原為鐵匠，吃劍老人隋斜谷傳授三劍。 早年行走江湖敗於王仙芝，留一劍黃廬在東海武帝城牆上，伴隨徐鳳年遊歷江湖三年。重拾武道心境後，回武帝城與王仙芝一戰，最後一式劍九-六千里，達天象境，最終力竭而亡。武器：劍匣為天下十大名劍中的六把，劍一-龍蛇、劍二-並蒂蓮、劍三-三斤、劍九-六千里，及留下九剑剑谱赠予徐凤年。 | 葉振聲                  |

#### 梧桐苑
| 演員                                 | 角色           | 簡介 | 香港配音 |
| 丁笑滢 （聯合主演）                  | 青鸟           | 梧桐苑的丫鬟／死士之一 專有武器：刹那枪。 境界：無 上代江湖四大宗師槍神王繡的女兒，實則為徐驍安排在徐鳳年身邊的死士丙，被發現是死士後遭徐鳳年教導不要這樣保護他，因而慢慢的對徐鳳年隱生出一定的喜愛之情。 武器為刹那枪。 | 葉曉欣   |
| 孟子义 （特別主演）                  | 紅薯           | 梧桐苑的丫鬟 白皙妩媚，眼角好似都带着微笑，在徐凤年面前十分乖巧，处事八面玲珑，不仅对谁都能自来熟，而且分寸拿捏的很好。她负责照顾徐凤年的饮食起居，替他待人接物，深得徐凤年的信任。                                      | 何璐怡   |
| 李庚希 （童年：陳羽汐） （領銜主演） | 姜泥           | 梧桐苑的丫鬟（亡國西楚公主） 請參見領銜主演。 請參見亡國西楚。 | 凌晞     |
| 嘉澤 （聯合主演）                    | 魚玄機／魚幼薇 | 梧桐苑的丫鬟（前西楚舞姬刺客） 身抱白貓，紫金樓花魁。母親為西楚皇室三千劍侍之一，為國復仇，被安排苦練劍舞，以獻舞刺殺徐鳳年，刺殺失敗後，反成徐鳳年的丫環，後跟隨曹長卿離去重建復國大業。 請參見亡國西楚。               | 魏惠娥   |

#### 北椋王府門客
| 演員                         | 角色             | 簡介 | 香港配音 |
| 田小洁 （特邀主演）          | 魏叔阳           | 北椋王府的門客 武器：袖玉劍。 北椋王府听潮亭守阁，守护徐凤年二进江湖的“百科全书”，徐凤年的“魏爷爷”。无牵无挂的一个人，痴迷世间百科。他是头发蓬松、气急败坏的道袍老者，别人见北椋王世子徐凤年都是毕恭毕敬，只有魏叔阳不仅直呼世子大名，还敢教训世子。 | 盧國權   |
| 刘佩琦 （特邀出演）          | 李义山           | 北椋王府的門客 徐凤年的恩师和引路人，学究天人的读书人。李义山这一生，都在为徐家父子二人规划北椋，殚精竭虑。若把北椋铁骑比作利刃，李义山就是刀锋上的毒。当离阳一统天下后，李义山坐镇听潮亭，闭关二十年，曾指挥老黄将北莽刀客老魁打落湖底，是他力劝徐骁不争天下，也是他点拨深陷谜团的徐凤年，透过棋局，看对手谋划。 | 招世亮   |
| 陶海 （友情出演）            | 湖底老魁／楚狂奴 | 北椋王府的門客 被劍九黃打敗，常年被困在听潮亭外的湖底，琵琶骨上锁了两条铁链，链子头上是两把大刀。 | 李錦綸   |
| 邱心志 （臺灣） （特別主演） | 李淳罡           | 北椋王府的門客 60年前的江湖四大宗師之首，春秋十三甲之劍甲。佛道儒三修，16歲入佛家金剛境，19歲入道家指玄境，24歲入儒家天象境。曾六次擊敗王仙芝，一甲子前與王仙芝最後一戰，因愛才未出全力敗於王仙芝。錯手殺死心愛女孩酆都綠袍，上龍虎山和齊玄幀求取續命金丹，仍空留遺憾。道心已亂，下山時遇隋斜谷問劍，兩人互換一臂，境界跌落至指玄，在北椋王府聽潮閣底畫地為牢二十年。與徐鳳年一起遊歷，復出初戰二招毀伏將紅甲的水甲，上龍虎山時，解開心結豁然頓悟，重回陸地神仙境。廣陵江畔攜徐鳳年衝陣，一劍破甲二千六，一氣千里又百里，突破天人境界，但戰後留下暗傷，臨死前萬里借劍鄧太阿，助其突破陸地神仙境，戰平拓跋菩薩。“天不生我李淳罡，劍道萬古長如夜”。請參見四大宗师。請參見春秋十三甲。 | 蘇強文   |
| 張天愛 （特邀主演）          | 南宫仆射         | 北莽刀客→北椋王府的門客 武器：繡冬，春雷二刀（後轉贈於徐鳳年）。 出身北莽南宮世家，謝觀應女兒，容顏絕世，胭脂榜評為天下第一。在徐鳳年三年六千里的遊歷中與他相識，相助徐鳳年，便可得到入聽潮亭閲盡天下半數武學秘籍的機會，立志成為天下第一。在長時間與徐鳳年交往後，暗中對他產生喜愛之情。 | 詹健兒   |
| 张天阳 （聯合主演）          | 林探花／吕钱塘   | 前青洲林府之子 刺殺徐鳳年未果後、轉投北椋，後練得赤霞劍訣，用己身氣血，換取功力大幅提升。成為徐鳳年護衛。蘆葦盪一戰打敗伏將紅甲的火甲，但經脈盡斷身亡。 | 關令翹   |
| 宣言 （友情演出）            | 陳錫亮           | 寒门穷书生→北椋王府的門客 在报国寺中与徐凤年相谈甚欢，徐凤年敬佩、欣赏他的胆识和才华，不仅带他参加清谈辩难，甚至不顾门第出身，将陈锡亮收在麾下。陈锡亮得徐凤年信任，选择投效北椋。 | 李安邦   |

#### 北椋軍
| 演員                | 角色   | 簡介 | 香港配音 |
| 高伟光 （特別出演） | 陈芝豹 | 武器：銀槍梅子酒 徐驍的六義子之首，北椋之光，北椋定海神針。小人屠，白衣兵仙，原名陈知报，北椋王六义子之首。一虎二熊三犬之虎。北椋大将陈邛之子。北椋三十万铁骑威望仅次于徐骁的小人屠，枪术冷冽杀伐，上阵厮杀俱是一往无前，喜欢徐渭熊。 | 麥皓豐   |
| 刘天佐 （聯合主演） | 褚禄山 | 千牛龙武将军（从三品武将） 武器：凉刀。 徐驍的六義子之一，為人殘暴、對徐鳳年極為忠心。 | 陳卓智   |
| 高泰宇 （聯合主演） | 宁峨眉 | 北椋軍鳳字營武典將軍（从六品武将） 武器：戟。 北凉四牙之一，他一直对徐凤年很有敌意，想以其弟徐龍象来接掌徐家军，後與徐鳳年歷遊中漸漸改觀，轉為支持。                                                                                  | 李鎮然   |
| 王崗                | 典雄畜 | 北椋軍铁浮屠重骑營將軍（正三品武将） 武器： 北凉四牙之一，掌六千铁浮屠重骑。陈芝豹一手提拔的心腹，对徐凤年极其轻视。 | 蕭徽勇   |
| 王建國              | 王林泉 | 北椋軍虎撲營馬前卒（青州首富） 北椋軍舊部，臥底於襄樊靖安王府。 | 招世亮   |
| 譚建昌              | 許涌關 | 北椋軍魚鼓營末等騎卒 三十年前因雙眼失明退役，認識徐鳳年及徐驍，雖久識但不知其真實身份。 | 陳永信   |

### 亡國西楚
| 演員                                 | 角色           | 簡介 | 香港配音 |
| 李庚希 （童年：陳羽汐） （領銜主演） | 姜泥           | 亡國西楚公主（梧桐苑的丫鬟）。 專有武器：西楚傳國之刃『神符』，後變更為『大涼龍雀』。 西楚被徐驍滅國後，由徐驍從皇宮帶回北涼，一同長大。贈予徐鳳年。 請詳見領銜主演                                              | 凌晞     |
| 王同輝 （友情出演）                  | 曹長卿         | 天下高手排行第三 青衣儒聖。官子無敵，一身青衣，落魄西楚士子，曾师从西楚国师李密。久负盛名的一品高手，号称收官无敌。一心想要找到西楚公主复国，却不知公主姜泥就在徐凤年身边。 請參見天下高手排行                   | 梁志達   |
| 高梓刚                               | 王明寅         | 亡國西楚名將守城第一王明陽胞弟 天下高手排行第十一。 因王仙芝雖具备天下第一资格，卻以天下第二自居，使得武林江湖上的十大高手排行榜被排到了第十一，榜首第一的宝座空悬二十年。 死於呵呵姑娘之手。 請參見天下高手排行 | 李錦綸   |
| 嘉澤 （聯合主演）                    | 魚玄機／魚幼薇 | 西楚皇室劍侍之女→梧桐苑的丫鬟 身抱白貓，紫金樓花魁。母親為西楚皇室的劍侍，為國復仇，被安排苦練劍舞，欲以獻舞刺殺徐鳳年，在刺殺失敗後，成為徐鳳年丫環，後跟隨曹長卿離去復國。 請參見梧桐苑                        | 魏惠娥   |

### 武當派
| 演員                | 角色     | 簡介 | 香港配音 |
| 沈保平 （聯合主演） | 王重樓   | 武當派掌教。洪洗象的大师兄。德高望重，修成道门最为艰涩高深的大黄庭，为徐凤年灌顶，傳本自身大黃庭修為轉贈給徐鳳年。 | 梁志達   |
| 張曉晨 （特邀主演） | 洪洗象   | 武當山掌教王重樓的小師弟。呂祖轉世，歷經三世找尋心愛的紅衣女子。第一世，武當鼻祖呂洞玄，天道和劍道第一人，過天門而不入，轉世等待紅衣。第二世，龍虎山掌教齊玄幀。第三世，在趙黃巢派袁庭山殺徐脂虎時，一步入天象，騎鶴下江南，帶著徐脂虎遊覽山河，在其壽元將盡時，立誓願為天地正道再修三百年！只求天地開一線，讓徐脂虎飛升。最後自行兵解。 | 黃啟昌   |
| 劉凱                | 王小屏   | 洪洗象的师兄，被称为“剑痴”，已过不惑之年，相貌清癯。用剑冠武当，在大莲花峰那边噤声悟剑已十六年，在剑道的独木桥上独修剑意，居住武當紫竹林。 | 雷霆     |
| 寧小花              | 武當菜頭 | 武當菜園管理者，被洪洗象與姜泥偷拔菜苗。 | 蕭徽勇   |

### 離陽皇朝
| 演員                                 | 角色   | 簡介 | 香港配音                |
| 董顏 （友情出演）                    | 趙風雅 | 隋珠公主，離陽老皇帝趙禮最疼愛的女兒。本和徐鳳年有婚約，徐鳳年卻因為不想娶妻，婉拒了這門親事，讓隋珠公主臉上無光，因此懷恨在心，曾經親自上門給徐鳳年難堪。                                                                                         | 成瑤孆                  |
| 刘端端 （童年：王恩卓） （聯合主演） | 赵楷   | 離陽王朝皇帝趙惇的私生子。被黄龍士評為“身負趙氏氣運，天下氣運僅次姜泥”。得到師父(人貓韓貂寺)相助，欲爭離陽皇位，在蘆葦蕩派出五符甲紅將襲殺徐鳳年。在北椋大戰北莽時，為了牽制北椋，欲至西域稱王，斷了西蜀與北椋的聯繫。被徐鳳年在西域截殺，後自刎。 | 李凱傑 （童年：謝潔貞） |
| 戴明                                 | 孫貂寺 | 离阳皇宫宦官，隨珠公主服侍宦官，實為北椋王徐驍安排的暗探。 | 林國雄                  |
| 杜玉明 （特邀出演）                  | 韓貂寺 | 本名韓生宣，离阳皇宫總宦官，人貓韓貂寺，赵楷的师父，徐凤年的杀母仇人。一身大红蟒衣，白面白眉，鹤发童颜，带了一丝妖邪气，左手上缠着一圈圈如活物的红丝，可以调遣伏将红甲。                                                                           | 林國雄                  |
| 王繪春 （特邀出演）                  | 楊太歲 | 离阳皇宫國師，生于东越顶尖士族杨氏，两朝帝师，出身两禅寺，释门执牛耳者的最佳人选，通读儒释道三教典籍，尤擅阴阳术数，师从清虚宫道士，有辅国建业之功。                                                                                               | 黃子敬                  |
| 侯長榮                               | 張巨鹿 | 離陽内阁宰辅，当朝第一重臣。三十年黄门生涯，不骄不躁，对庙堂政事一直耐着性子冷眼旁观，只看只听，唯独不说，一出黄门便成龙，恩师死后两年内他连升十一级，顶上了老首辅的空位，甚至权位犹有过之。与徐骁斗了一辈子，实际暗中一直默默支援北椋抗莽。       | 陳欣                    |
|                                      | 顾剑棠 | 春秋四大名将之一。八位上柱国之一兼武阳大将军，徐骁交出大柱国后他被封为大柱国和兵部尚书，离阳第一重将和用刀第一人，軟禁京城。 |                         |
| 孫磊                                 | 劉體仁 | 離陽三品銀青光祿大夫，沽名賣直之輩，想藉徐驍博取剛直之名，在宮殿門口糾正徐驍不懂禮制，帶刀面聖，被徐驍反諷見王駕，卻不敬跪禮，慘毆當場。 | 葉振聲                  |
| 張弓                                 | 吳靈素 | 先王御賜青城王封號，青陽派掌門，創立神绡劍陣，有一子吳士楨軟禁離陽京城。 | 張錦江                  |

### 襄樊靖安王府
| 演員                | 角色   | 簡介 | 香港配音 |
| 于洋 （友情演出）   | 趙衡   | 离阳六大藩王之靖安王，坐镇鬼城襄樊，文武兼备，只是高不成低不就，文采不如弟弟淮南王，武力输给燕敕广陵两位王兄，耳顺之年开始崇信黄老学说，曾有去龙虎山做道士的念头，最近2年又弃道学佛，城府極深之人。                                                               | 翟耀輝   |
| 隋俊波 （特邀出演） | 裴南苇 | 靖安王之妻，赵珣继母。 靖安王世子赵珣曾经痴迷裴南苇，靖安王赵衡怀疑裴南苇有意接近赵珣，便将其娶作王妃，让赵珣死心。不仅仅是欀樊城，整个青州都知道裴南苇是靖安王“最爱”之人。事实上，她如笼中鸟一般遭受暴力和胁迫，而靖安王根本不爱她，他的爱，不过是演给世人看的。 | 劉惠雲   |
| 王天辰 （特邀主演） | 赵珣   | 徐凤年二进江湖的对手，靖安王世子。赵珣是一个华装青年，情绪都挂在脸上，胸无点墨，论狠和阴谋，丝毫不及父亲靖安王的半分。他的武器为神臂弓，善于射箭。是个急躁冒进，冲动易怒，杀气很重的莽夫。                                                                        | 黃積權   |
| 孟康                | 韋瑋   | 青州水師督統，韋棟之子，因趙珣推卸之責，將刺殺之罪加註他身並斬首。 |          |

### 吴家剑冢
| 演員                | 角色   | 簡介 | 香港配音 |
| 董洁 （特邀出演）   | 吴素   | 吴家剑冢棄徒→北涼王妃 持大涼龍雀劍，境界：通神境。 出身吴家剑冢，从小和剑侍赵玉台一起长大，持大凉龙雀剑。 請詳見北涼王府 | 曾秀清   |
| 郭虹 （特邀出演）   | 趙玉台 | 吴素之剑婢→青陽派掌門夫人 前为北椋王妃吴素的剑婢。被徐凤年视为长辈亲人。 | 許盈     |
| 何中华 （特邀出演） | 邓太阿 | 吴素之遠房表弟 桃花剑神 徐凤年的长辈（遠房表舅），少時受恩与徐凤年之母（遠房表姐）的（一飯、救命、授業）恩惠。於武帝城，幫徐鳳年奪取老黃劍匣，並贈其十二飛劍（玄甲、青梅、竹马、朝露、春水、桃花、峨眉、朱雀、黄桐、蚍蜉、金缕、太阿）。 請詳見四大宗师。 | 雷霆     |
| 高广泽              | 吴六鼎 | 吴家剑冢劍冠 天才劍士，二十歲便出剑冢，修习入世的霸道剑，在三峡一竿拦江阻挡徐凤年，被李淳罡剑仙一剑逼退。襄樊城外在老剑神手下撑过百招。 | 陳耀楠   |
| 季葉翠              | 翠花   | 吳六鼎的劍侍 身揹負天下第二名剑，素王古剑。 醃得一手好酸菜。 | 羅孔柔   |

### 江南泱州盧氏
| 演員   | 角色   | 簡介                                    | 香港配音 |
|        | 盧白頡 | 棠溪劍仙 江南泱州四大家族琳瑯盧氏幼子。 | 雷霆     |
|        | 盧東陽 | 盧府管家                                | 陳永信   |
| 謝岑希 | 二喬   | 徐脂虎之貼身丫環                        | 成瑤孆   |

### 龍虎山
| 演員                | 角色   | 簡介 | 香港配音                |
| 韩昊霖 （友情出演） | 赵宣素 | 龍虎派祖師 後返老還童。謊稱為徐驍的私生子, 特意登上徐鳳年的船, 前往武帝城圖取其性命，临死前偷一次天机，将龙虎山劫数转嫁在徐凤年身上，却被呵呵姑娘将气运引走。                                                                | 鄭麗麗 （老聲：張錦江） |
|                     | 赵丹霞 | 龍虎派四天師之一／掌教／國師 閉關修行，与上阴学宫大祭酒一并成为国师，掌天下道教教务，秩视正一品，权力重似王侯，得了羽衣卿相的美誉。                                                                                          | 李錦綸                  |
|                     | 赵希翼 | 龍虎派四天師之一 龙虎山辈分排第一。 |                         |
| 賀鏹 （友情出演）   | 赵希傳 | 龍虎派四天師之一 龙虎山辈分排第二，受劍九黃條件交換收徐龍象為徒，传授徐龙象大梦春秋以蔽天象之劫。 | 陳永信                  |
| 王崗                | 赵丹坪 | 龍虎派四天師之一 青詞學士，一年中有大半都在京城传道，声望不输赵丹霞丝毫。 | 翟耀輝                  |
| 蘇茂                | 赵黃巢 | 离阳王朝的一位老祖宗 春秋十三甲之一数甲 为了赵氏气运，舍弃江山美人，入龙虎山结庐修行。二十年前原本是參與京城白衣案谋害吴王妃的兇犯之一。但途中偶遇王仙芝被要求一戰，戰敗後，修養於龍虎山無底潭，以釣千年蛟鮶修心以穩固境界。 | 葉振聲                  |
|                     | 齐玄帧 | 龙虎山上代掌教 春秋十三甲之一道甲 早年與李淳罡鬥舞道劍理，亂了李淳罡劍心與境界。 請參見春秋十三甲 |                         |
| 荣梓杉 （友情出演） | 徐龍象 | 赵希抟的徒弟（北凉王次子） 徐凤年的弟弟，龙虎山老道士赵希抟的徒弟。 請參見北涼王府 | 胡家豪                  |

### 徽山軒轅世家
| 演員                | 角色     | 簡介 | 香港配音 |
| 李解 （特邀出演）   | 轩辕敬城 | 轩辕世家長子，轩辕青锋之父，与龙虎山并称“江西龙虎，江东轩辕”的轩辕世家长孙。数十年读书养气。所爱的女子为恋人所负，他本可以与张巨鹿一样经略天下，至不济也可与荀平相当，却为了一个不爱自己的女子困守一山，即使成为大长生境界的圣人，也未踏出心中的城，成為最隱忍的陸地神仙。 | 陳卓智   |
| 席與立              | 敬城夫人 | 遊歷時暗戀吳素女扮男裝之像貌，並收藏一幅自畫吳素畫像，得知吳素身分後，赌气嫁給轩辕敬城，却又自荐为老祖宗的双修炉鼎，对轩辕敬城不假辞色，後了解敬城對自己心意後，隨夫仙逝後，跳下大雪坪身亡。                                                                               | 梁少霞   |
| 李纯 （特邀主演）   | 轩辕青锋 | 轩辕家的準继承人→繼任家主 性格倔强，天生冷漠，不喜言谈，客套寒暄点到为止。眉目如画，英气十足，身材修长，喜穿紫衣。单恋徐凤年。 出身王朝一等大族，却有浓重的草莽气。她的爱情观念，就像她的名字一般，锋利霸气。 徐凤年曾说过，这个江湖她最像我。                             | 黃昕瑜   |
| 孫瑋                | 轩辕敬意 | 徽山轩辕世家二子 管理軒轅世家武學，一心為軒轅家名聲及武學基業，死於敬城暗藏部下手上。 | 陳欣     |
| 張彬                | 轩辕敬宣 | 徽山轩辕世家三子 管理軒轅世家水上船業, 想佔據軒轅家產全部及敬城夫人，死於敬城手上。 | 李錦綸   |
| 張春仲              | 轩辕大磐 | 徽山轩辕世家老祖 武藝達到天象界，少時入贅軒轅世家，其無子嗣留後，找軒轅世家後代女子雙修，其生為繼承大統，死於敬城手上。 | 陳永信   |
| 張奕聰 （友情出演） | 袁庭山   | 軒轅世家門客, 後跟隨趙楷刺殺徐鳳年,實為顾剑棠部下 | 梁偉德   |

### 天下高手排行
| 演員                | 角色   | 簡介 | 香港配音 |
| 于榮光 （特邀出演） | 王仙芝 | 自認天下第二 年近百岁却宝刀不老，是当之无愧百年一遇的武学天才，明明具备天下第一傲视群雄的资格，卻以天下第二自居，这使得武林江湖上脍炙人口的十大高手排到了第十一，榜首第一的宝座空悬二十年。不带兵刃，与人交锋，只出单手。单手接剑九黄八剑，双手接下剑九六千里,斬斷一袖。剑九黄死而不僵，匣中名剑尽留武帝城；胜李淳罡，双指折断木马牛。江湖人视作天阁仙境人物，高不可攀。自称天下第二一甲子，只为纪念当年李淳罡一人青衫仗剑的江湖。 | 招世亮   |
| 王同輝 （友情出演） | 曹長卿 | 天下高手排行第三 青衣儒聖。官子無敵，一身青衣，落魄西楚士子，曾师从西楚国师李密。久负盛名的一品高手，号称收官无敌。一心想要找到西楚公主复国，却不知公主姜泥就在徐凤年身边。 請參見亡國西楚 | 梁志達   |
| 高梓刚              | 王明寅 | 天下高手排行第十一 亡國西楚名將守城第一王明陽胞弟， 因王仙芝雖具备天下第一资格，卻以天下第二自居，使得武林江湖上的十大高手排行榜被排到了第十一，榜首第一的宝座空悬二十年。 死於呵呵姑娘之手。 請參見亡國西楚 | 李錦綸   |
| 何中华 （特邀出演） | 邓太阿 | 桃花剑神 徐凤年的长辈（遠房表舅），少時受恩与徐凤年之母（遠房表姐）的（一飯、救命、授業）恩惠。於武帝城，幫徐鳳年奪取老黃劍匣，並贈其十二飛劍（玄甲、青梅、竹马、朝露、春水、桃花、峨眉、朱雀、黄桐、蚍蜉、金缕、太阿）。 請參見吴家剑冢。 | 雷霆     |

### 四大宗师
| 演員                         | 角色           | 簡介 | 香港配音 |
| 邱心志 （臺灣） （特別主演） | 劍仙李淳罡     | 江湖四大宗師之首 北涼王府的門客，60年前的江湖四大宗師之首，春秋十三甲之劍甲。佛道儒三修，16歲入佛家金剛境，19歲入道家指玄境，24歲入儒家天象境。曾六次擊敗王仙芝，一甲子前與王仙芝最後一戰，因愛才未出全力敗於王仙芝。錯手殺死心愛女子酆都綠袍，上龍虎山和齊玄幀求取續命金丹，仍空留遺憾。道心已亂，下山時遇隋斜谷問劍，兩人互換一臂，境界跌落至指玄境，在北涼王府聽潮閣底畫地為牢二十年。與徐鳳年二入江湖遊歷，復出初戰，二招毀伏將紅甲的水甲。上龍虎山時，解開心結豁然頓悟。重回地仙境。廣陵江畔攜徐鳳年衝陣，一劍破甲二千六，一氣千里又百里，突破天人境界，但戰後留下暗傷，臨死前萬里借劍鄧太阿，助其突破陸地神仙境，戰平拓跋菩薩。“天不生我李淳罡，劍道萬古長如夜” | 蘇強文   |
| 楊晨璐                       | 酆都绿袍       | 四大宗师之一 当年四大宗师之一，乃一位身穿绿袍女子，為上代剑神李淳罡仇人之后，又爱慕李淳罡，终死于李淳罡之怀。相思刀最是能伤人，李淳罡已能飞剑时，这位奇女子尚未习武，最终却跻身四大宗师。 | 詹健兒   |
|                              | 槍神王繡       | 四大宗师 当年四大宗师之一，留有一女青鳥。 |          |
|                              | 伏將紅甲葉紅亭 | 四大宗师 当年四大宗师之一，敗給人貓韓貂寺，被奪取紅甲，紅甲分有金甲，木甲，水甲，火甲，土甲。 |          |

### 春秋十三甲
| 演員                         | 角色   | 簡介 | 香港配音 |
| 邱心志 （臺灣） （特別主演） | 李淳罡 | 春秋十三甲之劍甲（北涼王府的門客） 60年前的江湖四大宗師之首，佛道儒三修。 請詳見北涼王府門客。 請詳見四大宗师。         | 蘇強文   |
|                              | 黃龍士 | 春秋十三甲獨佔三甲-棋甲、書甲、算甲 別名黃三甲 與人貓韓貂寺，人屠徐驍並稱春秋三大魔頭。 呵呵姑娘的義父。 請詳見其他演員 |          |
| 蘇茂                         | 赵黃巢 | 春秋十三甲之一数甲 离阳王朝的一位老祖宗。 請詳見龍虎山                                                                  | 葉振聲   |
|                              | 齐玄帧 | 春秋十三甲之一道甲 龙虎山上代掌教，與李淳罡鬥舞道劍理，亂了李淳罡劍心與境界。 請詳見龍虎山                              |          |

### 其他演員
| 演員                | 角色           | 簡介 | 香港配音 |
| 王彦霖 （友情出演） | 温华           | 游侠儿 武器：木劍。 徐凤年的生死兄弟。 寒微游侠儿，提一杆木剑，走一场江湖，与徐凤年六千里游历路上邂逅，曾跟馬伕老黄和軒轅氏李姑娘嬉笑打闹。后于襄樊城外与徐凤年再遇。拒绝徐凤年帮其介绍李淳罡，只为一心练就自己的剑道，木劍劍客。 | 梁偉德   |
| 孫雅麗 （友情出演） | 王初冬         | 青州首富王林泉的小女兒 可操喚異獸：駝碑巨龜。 | 陳皓宜   |
| 孟芷旭              | 小雀兒         | 山賊老孟頭的孩子, 徐鳳年跟老黃遊歷在外時, 認識的小丫頭。 | 黃昕瑜   |
| 张艺上 （特別主演） | 樊姑娘／舒羞   | 林探花路上臨時相遇的知己，後成為徐凤年身边扈从，出身南疆，会很多歪门邪道，内力不俗。掌力惊人，为得《白帝抱朴诀》入北凉，被俘后成为死士。蘆葦盪一戰毀伏將紅甲的木甲                                                                | 陳琴雲   |
| 张天阳 （聯合主演） | 林探花／吕钱塘 | 前青洲林府之子 刺殺徐鳳年未果後、轉投北椋，後練得赤霞劍訣（以己身氣血轉換功力之大幅提升以禦敵），成為徐鳳年護衛，於蘆葦盪一役，擊敗伏將紅甲的火甲，但經脈盡斷身亡。                                                               | 關令翹   |
| 陳偉棟 （友情出演） | 劉黎廷         | 江南士族 被高層指示，陷害盧家媳婦徐脂虎之清譽。 | 黃啟昌   |
| 王藝禪              | 劉黎廷夫人     | 離陽皇族貴妃之姪女 | 梁少霞   |
| 廖慧佳 （友情出演） | 呵呵姑娘       | 杀手 原名贾佳嘉，徐凤年红颜知己之一，北椋酱牛肉铺老板远亲。 骑乘大貓熊肩扛向日葵的女杀手，来去如风，曾刺杀徐凤年。 身世凄苦，幼年卖身葬母时，被路人欺侮，被徐凤年所救，且赠其一支玉钗，后遇黄龙士被其收为义女。                   | 陳皓宜   |
|                     | 黃龍士         | 春秋十三甲獨佔三甲-棋甲、書甲、算甲 別名黃三甲 與人貓韓貂寺，人屠徐驍並稱春秋三大魔頭。 呵呵姑娘的義父。 請參見春秋十三甲 |          |
| 李子軒              | 李東西         | 兩禪寺李當心之女 |          |
| 安賽爾              | 吳南北         | 來自兩禪寺的小和尚 |          |

## 电视剧歌曲
| 曲序 | 曲目                   |        | 作曲   | 演唱   |
| ---- | ---------------------- | ------ | ------ | ------ |
| 1.   | 《值此今生》（片尾曲） | 纹东虎 | 蒋希伟 | 郑直   |
| 2.   | 《雪中行》（插曲）     | 纹东虎 | 蒋希伟 | 张若昀 |

## 爭議
- 戲劇觀眾直喊看不到行雲流水、一氣呵成的快打武戲。部分網友還須得以快轉三倍速來觀看相關武打戲。有網友甚至認為應將劇名改為《雪中慢刀行》。導演宋曉飛則回應此爭議：「我不會刻意追求快，現在有好多劇都是劈哩啪啦說一堆台詞，人物的情感是什麼觀眾接受不到。我不覺得幾分鐘一個高潮、幾分鐘一個轉折就能讓觀眾買帳，我還是堅信好故事能打動所有人」。
- 騰訊官網開播前之宣傳為「儲值會員每日晚八點即更新2集（一般會員則更新1集／日）」。但余後大量網友卻抗議「12月21日晚，騰訊突變成只（日更1集）處置」，粉絲網路之怨聲載道致大量投訴產生。律師發函呈述「消費者依騰訊視頻官網之（日更2集）信息，來加入儲值會員。但若騰訊視頻卻按自身之追劇日曆，於21日起改（日更1集），此舉無完全履行合約，已構成欺詐論」。而騰訊官網後續回應「為同步央視更新進度，自12月21日起，騰訊會員更新集數將由（日更2集轉變為日更1集）」騰訊官網微博號，也提前發布過《雪中悍刀行》之追劇日曆已明示告知[3][4][5]。

## 電視節目的變遷
| 中国 央视八套 首日20:30，次日起21:30 | 中国 央视八套 首日20:30，次日起21:30         | 中国 央视八套 首日20:30，次日起21:30 |
| ------------------------------------ | -------------------------------------------- | ------------------------------------ |
|                                      | 雪中悍刀行 （2021年12月15日－2022年1月15日） |                                      |
| —                                    | —                                            |                                      |

| 香港 華語劇台 每週一至週五 06:00-08:00  | 香港 華語劇台 每週一至週五 06:00-08:00     | 香港 華語劇台 每週一至週五 06:00-08:00 |
| --------------------------------------- | ------------------------------------------ | -------------------------------------- |
|                                         | 雪中悍刀行 （2022年7月14日－2022年8月9日） |                                        |
| 驪歌行 （2022年6月14日－2022年7月13日） | 獨孤天下 （2022年8月10日－2022年9月15日）  |                                        |

| 马来西亚 八度空间 亚洲精选 星期一至四 21:00 - 22:00 | 马来西亚 八度空间 亚洲精选 星期一至四 21:00 - 22:00 | 马来西亚 八度空间 亚洲精选 星期一至四 21:00 - 22:00 |
| --------------------------------------------------- | --------------------------------------------------- | --------------------------------------------------- |
|                                                     | 雪中悍刀行 （2022年7月26日－2022年9月28日）         |                                                     |
| 斛珠夫人 （2022年5月3日－2022年7月25日）            | 且试天下 （2022年9月29日－2022年12月7日）           |                                                     |

| 臺灣 愛爾達綜合台 每週一至週五 19:00 - 21:00（兩集連播） | 臺灣 愛爾達綜合台 每週一至週五 19:00 - 21:00（兩集連播） | 臺灣 愛爾達綜合台 每週一至週五 19:00 - 21:00（兩集連播） |
| -------------------------------------------------------- | -------------------------------------------------------- | -------------------------------------------------------- |
|                                                          | 雪中悍刀行 （2022年5月11日－2022年6月6日）               |                                                          |
| 一剪芳華 （2022年4月13日－2022年5月10日）                | 光芒 （2022年6月7日－2022年7月5日）                      |                                                          |

| 臺灣 中視主頻 每週一至週五 21:00 - 22:00                   | 臺灣 中視主頻 每週一至週五 21:00 - 22:00                    | 臺灣 中視主頻 每週一至週五 21:00 - 22:00 |
| ---------------------------------------------------------- | ----------------------------------------------------------- | ---------------------------------------- |
|                                                            | 雪中悍刀行 （2022年5月11日－2022年7月1日）                  |                                          |
| 錦繡南歌（20:00 - 22:00） （2022年3月30日－2022年5月10日） | 只為你停留（20:00 - 22:00） （2022年7月4日－2022年8月16日） |                                          |

| 臺灣 中視主頻 每週一至週五 22:00 - 24:00                                  | 臺灣 中視主頻 每週一至週五 22:00 - 24:00          | 臺灣 中視主頻 每週一至週五 22:00 - 24:00 |
| ------------------------------------------------------------------------- | ------------------------------------------------- | ---------------------------------------- |
|                                                                           | 雪中悍刀行（重播） （2023年2月3日－2023年3月1日） |                                          |
| 慶餘年 (第一季)（重播）（22:00 - 24:00） （2022年12月27日－2023年2月2日） | 神鵰俠侶 （重播） （2023年3月2日－2023年4月5日）  |                                          |

| 臺灣 中視主頻 每週一至週五 22:00 - 24:00                         | 臺灣 中視主頻 每週一至週五 22:00 - 24:00          | 臺灣 中視主頻 每週一至週五 22:00 - 24:00 |
| ---------------------------------------------------------------- | ------------------------------------------------- | ---------------------------------------- |
|                                                                  | 雪中悍刀行（重播） （2025年2月6日－2025年3月4日） |                                          |
| 倚天屠龍記 (2019年電視劇)（重播） （2025年1月1日－2025年2月5日） | 千古玦塵（重播） （2025年3月5日-2025年4月8日）    |                                          |

| 臺灣 中天娛樂台 每週一至週五 21:00 - 22:00                                            | 臺灣 中天娛樂台 每週一至週五 21:00 - 22:00  | 臺灣 中天娛樂台 每週一至週五 21:00 - 22:00 |
| ------------------------------------------------------------------------------------- | ------------------------------------------- | ------------------------------------------ |
|                                                                                       | 雪中悍刀行 （2022年7月25日－2022年9月14日） |                                            |
| 半生緣 （2022年2月8日－2022年4月14日）如懿傳（重播） （2022年4月15日－2022年7月25日） | 台灣X檔案 （2022年9月15日－2023年1月4日）   |                                            |

| 臺灣 中天娛樂台 每週一至週五 20:00－22:00 | 臺灣 中天娛樂台 每週一至週五 20:00－22:00          | 臺灣 中天娛樂台 每週一至週五 20:00－22:00 |
| ----------------------------------------- | -------------------------------------------------- | ----------------------------------------- |
|                                           | 雪中悍刀行（重播） （2023年7月4日－2023年7月31日） |                                           |
| 周生如故 （2023年5月31日－2023年7月3日）  | 慶餘年（重播） （2023年7月31日－）                 |                                           |